# Anelosimus andasibe
Anelosimus andasibe là một loài nhện trong họ Theridiidae.
Loài này thuộc chi Anelosimus. Anelosimus andasibe được miêu tả năm 2005 bởi Agnarsson & Kuntner.